# Демонстрации в Белграде (1991)
Демонстрации на площади Республики в Белграде 9 марта 1991 года были первыми многочисленными митингами против режима Слободана Милошевича.

## 9 марта
Так как РТС не хотела опубликовать результаты выборов по СДО, Вук Драшкович — лидер сербской оппозиции запланирован митинг на площади Республики, основным требованием которого была отставка директора и четырёх редакторов государственного телевидения.
С террасы Национального театра к митингующим гражданам обратились лидеры оппозиции (Вук Драшкович, Жарко Йоканович, Драголюб Мичунович, Зоран Джинджич, Милан Парошки, Леон Коэн, Милан Комненич, Воислав Коштуница, а также культурные деятели: Борислав Михайлович Михиз, Бора Джорджевич и др.), милиционеры на лошадях пытались разогнать демонстрантов. Позже, они использовали водометы. Среди жертв: Бранислав Милинович (демонстрант) и Неделько Косович (милиционер).
На улицах столицы появились танки ЮНА. Было запрещено вещание Б92 и НТВ Студио Б. В своем выступлении по телевидению Милошевич назвал демонстрантов в Белграде «силой хаоса и безумия». Эта фраза вошла в местный язык и часто использовалась в более поздние годы.
Согласно докладу РТС было несколько тысяч протестующих, по словам независимых средств массовой информации более 50000.

## Студенческие демонстрации (Бархатная революция)
В ответ на танки в центре города 10 марта 1991 года из студенческого городка вышла демонстрация студентов. На мосту Бранко они были остановлены милицией, использовавшей слезоточивый газ и дубинки. Зоран Джинджич вёл переговоры с полицией и группой 5000 студентов, что позволило студентам присоединиться к демонстрантам у Теразийского фонтана.
Демонстрацию у Теразийского фонтана провели студент Жарко Йоканович и актёр Бранислав Лечич. Лечич все время говорил о мирной, бархатной революции. На импровизированной сцене чередовались различные ораторы, певцы и актёры, а также Патриарх Павел. Наряду с другими участниками, самым известным был Душан Ковачевич и Раде Шербеджия.
У демонстрантов было 8 требований, среди которых: отставки Душана Митевича — директора РТС и четырёх редакторов Белградского ТВ, отставка министра внутренних дел Радмило Богдановича и разрешение на выход в эфир радио Б92 и НТВ Студио Б. Все запросы демонстрантов были удовлетворены. Государственные средства массовой информации говорили о небольшой группе демонстрантов, согласно докладу НТВ Студио Б протестующих было около 20000 человек.

## Контрмитинг СПС
На митинге СПС 11 марта 1991 года демонстранты скандировали: «За защиту Республики, Конституции, свободы и демократии!», «Слобо, свобода!», «Убийцы, фашисты!», «Не отдадим Косово!», «Усташи, усташи!». На митинге выступали Душан Маткович, Пётр Шкундич, академик Михаило Маркович, Живорад Игич и Радоман Божович. Маткович говорил, что студенты — хулиганы у Теразийского фонтана и призывал их разойтись.

## Окончание
«Революция» продолжалась несколько дней, пока не были освобождены из тюрьмы Вук Драшкович и другие, арестованные во время демонстраций.